# انگیزه‌های پنهان (ترانه)
«انگیزه‌های پنهان» ترانهٔ پاپی از فیلم‌سازان کانادایی کریستوفر سنت بوث و فیلیپ آدریان بوث می‌باشد که حوالی سال ۱۹۸۶  ضبط شد و برای نخستین بار در فیلم پورنوی فرشتگان اشتیاق مورد استفاده قرار گرفت. در سال ۲۰۲۱ پس از منتشر شدن اسنیپت هفده ثانیه‌ای از «انگیزه‌های پنهان» بر روی اینترنت که در آن زمان این ترانه گمنام و شناخته نشده بود، این ترانه به محبوبیت رسید. این ترانه در وهلهٔ نخست «همه می‌دانند که» (به انگلیسی: Everyone Knows That; EKT) یا «انگیزه‌های پنهان» نامیده می‌شد که از متن ترانه منشأ گرفته بودند.

## انگیزه‌های پنهان (آلبوم گمشده)
انگیزه‌های پنهان (آلبوم گمشده) در ۲۳ ژوئن سال ۲۰۲۴ منتشر گردید؛ و حاوی نسخهٔ بازسازی‌شدهٔ برادران بوث از این ترانه و ۱۲ قطعهٔ دیگر که در دوران دههٔ ۱۹۸۰ ضبط شده‌بودند نیز می‌باشد.

### فهرست ترانه‌ها
همهٔ ترانه‌ها توسط کریستوفر سنت بوث نوشته شده‌است.
| شماره      | نام                                                  | مدت                         |
| ---------- | ---------------------------------------------------- | --------------------------- |
| ۱.         | «شیمی»                                               | ۳:۱۸                        |
| ۲.         | «آدم شما»                                            | ۴:۱۲                        |
| ۳.         | «انگیزه‌های پنهان»                                    | ۳:۴۸                        |
| ۴.         | «آدم‌ها به عشق نیاز دارند»                            | ۲:۴۸                        |
| ۵.         | «خیلی عاشق»                                          | ۵:۰۴                        |
| ۶.         | «منو تحریک میکنی»                                    | ۵:۰۰                        |
| ۷.         | «منو تکون بده تا بخوابم»                             | ۶:۴۳                        |
| ۸.         | «به‌نظرم قراره گریه کنم»                              | ۲:۱۷                        |
| ۹.         | «معجون هیجان»                                        | ۴:۱۸                        |
| ۱۰.        | «یک نگاهی دیگر»                                      | ۳:۳۷                        |
| ۱۱.        | «هیچ‌چیز برای همیشه باقی نمی‌ماند»                     | ۴:۲۰                        |
| ۱۲.        | «زبان عشق»                                           | ۳:۵۰                        |
| ۱۳.        | «مدرسهٔ دروغ‌گویی»                                     | ۴:۰۴                        |
| ۱۴.        | «انگیزه‌های پنهان (بی‌کلام)» (آهنگ جایزهٔ انحصاری سی‌دی) | ۳:۴۸                        |
| مجموع مدت: | مجموع مدت:                                           | ۵۳:۱۹ (دیجیتال) ۵۷:۰۷(سی‌دی) |

یادداشت‌ها
- هنگامی که «شیمی» به‌عنوان تک‌آهنگ منتشر شده بود، «تو و من شیمی درستی داریم» نام داشت.